# さいたま市立さくら草特別支援学校
さいたま市立さくら草特別支援学校（さいたましりつ さくらそうとくべつしえんがっこう）は、埼玉県さいたま市緑区三室にある公立特別支援学校。肢体不自由者、知的障害者を教育対象とする。

## 学部
小学部と中学部、高等部がある。市立ではさいたま市立ひまわり特別支援学校についで2校目の、さいたま市発足後では初の特別支援学校となっている。
さいたま市南東部に在住の肢体不自由と知的障害等を併せ有る児童生徒の、通学に要する負担を軽減するため、2012年（平成24年）4月「さいたま市立さくら草特別支援学校」を開校した。
この学校には、普通教室及び特別教室に床暖房を設置し、天候に関わらず使用できる室内温水プールを設けている。

## 沿革
- 2012年（平成24年）4月1日 - さくら草特別支援学校が開校。

## 学校行事
6月　さくら草大運動会　11月　文化祭

## 通学区域
浦和区、南区、緑区の全域および、見沼区と岩槻区の県道2号（旧国道16号）より南

## 交通
JR京浜東北線　北浦和駅よりさいたま市立病院行きバス「北宿」下車徒歩3分　（大宮駅、浦和駅からもバス便あり）